# Significant Other
Significant Other —en español: El Otro Significativo—  es el segundo álbum de estudio de Limp Bizkit. Fue grabado entre noviembre de 1998 y febrero de 1999 en NRG Recording Services, North Hollywood, California. El disco fue producido conjuntamente por Terry Date, Scott Weiland, DJ Premier y la propia banda. La distribución volvió a correr a cargo de Interscope.
En Significant Other se aprecia una mayor influencia del hip hop que en su anterior trabajo, Three Dollar Bill, Yall$. También aparecen colaboraciones como Method Man, en «N 2 Gether Now», Jonathan Davis de Korn y Scott Weiland de Stone Temple Pilots, en «Nobody Like You» o Aaron Lewis, de Staind, en «No Sex», la demo de «Don't Go Off Wandering», figura como invitado el vocalista de System of a Down, Serj Tankian pero fue eliminado de la versión final del álbum después de Fred Durst tuvo una altercado con la banda Taproot, que compartían el mismo equipo de gestión (Velvet Hammer) como System of a Down (esta controversia también llevó esta banda a ser expulsada en el Family Values Tour, en 1999). Mencionando la aportación del líder de Korn en Significant Other, un año antes, Durst colaboró en Follow the Leader, tercer álbum de Korn, colaborando en la canción «All In The Family».
El álbum cosechó un gran éxito de ventas en Estados Unidos, vendiendo más de 600.000 copias en su primera semana y tres de sus cuatro sencillos, «Nookie», «N 2 Gether Now», «Re-Arranged» y «Break Stuff» lograron estar en el top 10 en las listas americanas de 1999.

## Lista de canciones
1. «Intro» – 0:37
2. «Just Like This» – 3:35
3. «Nookie» – 4:49 
  - Intro secreta a «Break Stuff» - (-0:23)
4. «Break Stuff» – 2:46
5. «Re-Arranged» – 5:54
6. «I'm Broke» – 3:59 
  - Intro secreta a «Nobody Like You» - (-1:01)
7. «Nobody Like You» (con Jonathan Davis de Korn & Scott Weiland de Stone Temple Pilots) – 4:20
8. «Don't Go Off Wandering» – 3:59
9. «9 Teen 90 Nine» – 4:36 
  - Pista oculta: «My Billygoat» con Anita Durst (-0:15)
10. «N 2 Gether Now» (con Method Man & DJ Premier) – 4:49 
  - Contiene la pista oculta «Everyday» - (-0:54)
11. «Trust?» – 4:59 
  - Pista oculta de «Yeah Y'all» - (-1:21)
12. «No Sex» (con Aaron Lewis de Staind) – 3:54
13. «Show Me What You Got» – 4:26
14. «A Lesson Learned» – 2:40
15. «Outro» – 4:06
  - Contiene las pistas ocultas «Radio Sucks» con Matt Pinfield y «The Mind Of Les» con Les Claypool

## Créditos
- Fred Durst - cantante
- Wes Borland - guitarra
- Sam Rivers - bajo
- John Otto - batería
- DJ Lethal - DJ
- Scott Borland - teclados
- Eric B. & Rakim - técnicos de sonido

## Éxitos
Álbum - Billboard
| Año  | Listas              | Posición |
| ---- | ------------------- | -------- |
| 1999 | The Billboard 200   | 1        |
| 1999 | Top Canadian Albums | 1        |
| 1999 | Top Internet Albums | 1        |

Sencillos - Billboard
| Año  | Sencillo         | Listas                           | Posición |
| ---- | ---------------- | -------------------------------- | -------- |
| 1999 | «N 2 Gether Now» | Hot R&B/Hip-Hop Singles & Tracks | 53       |
| 1999 | «N 2 Gether Now» | Rhythmic Top 40                  | 7        |
| 1999 | «N 2 Gether Now» | Rhythmic Top 40                  | 7        |
| 1999 | «N 2 Gether Now» | The Billboard Hot 100            | 70       |
| 1999 | «Nookie»         | Mainstream Rock Tracks           | 6        |
| 1999 | «Nookie»         | Modern Rock Tracks               | 3        |
| 1999 | «Nookie»         | The Billboard Hot 100            | 80       |
| 1999 | «Re-Arranged»    | Mainstream Rock Tracks           | 8        |
| 1999 | «Re-Arranged»    | Modern Rock Tracks               | 1        |
| 1999 | «Re-Arranged»    | Modern Rock Tracks               | 2        |
| 1999 | «Re-Arranged»    | The Billboard Hot 100            | 75       |
| 2000 | «Break Stuff»    | Mainstream Rock Tracks           | 19       |
| 2000 | «Break Stuff»    | Modern Rock Tracks               | 14       |
| 2000 | «N 2 Gether Now» | Hot Rap Singles                  | 17       |